# Volley Smash 05 Laufenburg-Kaisten
Volley Smash 05 Laufenburg-Kaisten – szwajcarski męski klub siatkarski z miejscowości Laufenburg. Założony został w 1977 roku. Obecnie występuje w najwyższej klasie rozgrywek klubowych w Szwajcarii.

## Historia
- 1977 – powstanie klubu sportowego Turnvereins Laufenburg z inicjatywy Leo Häfelia i Viktora Jehle
- 1981 – utworzenie sekcji siatkarskiej Sportclub Laufenburg
- 1988 – awans do 2. ligi
- 1999 – awans do 1. ligi
- 2005 – fuzja klubów SC Laufenburg - Volleyball / VBC Kaisten; powstaje klub Volley Smash 05 Laufenburg-Kaisten
- 2007 – awans do Nationalliga B
- 2009 – awans do Nationalliga A

## Rozgrywki krajowe
| Sezon     | Rozgrywki      | Miejsce    |
| --------- | -------------- | ---------- |
| 2008/2009 | Nationalliga B | 1. miejsce |
| 2009/2010 | Nationalliga A | 7. miejsce |
| 2010/2011 | Nationalliga A |            |

## Medale, tytuły, trofea
brak

## Kadra w sezonie 2009/2010
- Pierwszy trener:  Marc Fischer

| Nr | Imię i nazwisko   | Data ur. | Wzrost | Pozycja      |
| -- | ----------------- | -------- | ------ | ------------ |
| 1  | Mario Jurić       | 1985     | 184    | środkowy     |
| 2  | Mathias Jost      | 1985     | 192    | atakujący    |
| 3  | Camille Bugmann   | 1986     | 189    | atakujący    |
| 4  | Roman Sutter      | 1988     | 197    | atakujący    |
| 5  | Andy Sutter       | 1985     | 189    | przyjmujący  |
| 6  | Mike Fehlmann     | 1985     | 178    | rozgrywający |
| 7  | Anto Stanić       | 1974     | 198    | środkowy     |
| 8  | Bruno Essig       | 1985     | 185    | przyjmujący  |
| 9  | David Heimgartner | 1981     | 191    | rozgrywający |
| 10 | Joël Schmid       | 1981     | 195    | przyjmujący  |
| 11 | Manuel Eberle     | 1982     | 194    | środkowy     |
| 12 | Stjepan Grgić     | 1985     | 203    | środkowy     |
| 13 | Marco Heimgartner | 1985     | 175    | libero       |
| 14 | Cyrill Stadelmann | 1980     | 187    | przyjmujący  |
| 15 | Oli Morath        | 1991     | 181    | libero       |
| 16 | Carsten Schulze   | 1978     | 184    | rozgrywający |